# Межа Ваксмана — Бакала
Межа Ваксмана—Бакала — це обчислена верхня межа спостережуваного потоку нейтрино високих енергій на основі спостережуваного потоку космічних променів високих енергій. Оскільки найбільш високоенергійні нейтрино утворюються в тих самих взаємодіях, що й космічні промені, спостережувана швидкість створення останніх накладає обмеження на перші. Межа названа на честь Елі Ваксмана та Джона Бакала.